# Vonore
Vonore es un pueblo ubicado en el condado de Monroe en el estado estadounidense de Tennessee. En el Censo de 2010 tenía una población de 1.474 habitantes y una densidad poblacional de 47,72 personas por km².

## Geografía
Vonore se encuentra ubicado en las coordenadas 35°36′18″N 84°14′5″O / 35.60500, -84.23472. Según la Oficina del Censo de los Estados Unidos, Vonore tiene una superficie total de 30.89 km², de la cual 23.27 km² corresponden a tierra firme y (24.67%) 7.62 km² es agua.

## Demografía
Según el censo de 2010, había 1.474 personas residiendo en Vonore. La densidad de población era de 47,72 hab./km². De los 1.474 habitantes, Vonore estaba compuesto por el 96.4% blancos, el 1.09% eran afroamericanos, el 0.54% eran amerindios, el 0.27% eran asiáticos, el 0.14% eran isleños del Pacífico, el 0.41% eran de otras razas y el 1.15% pertenecían a dos o más razas. Del total de la población el 1.97% eran hispanos o latinos de cualquier raza.